# Vaca-preta
Vaca-preta (Brasil e Portugal), sorvete flutuante, flutuante ou vaca-dourada (Brasil) é uma bebida gelada preparada à base de sorvete e de refrigerante. É servida como bebida refrescante, podendo inclusive ser utilizada como sobremesa. 

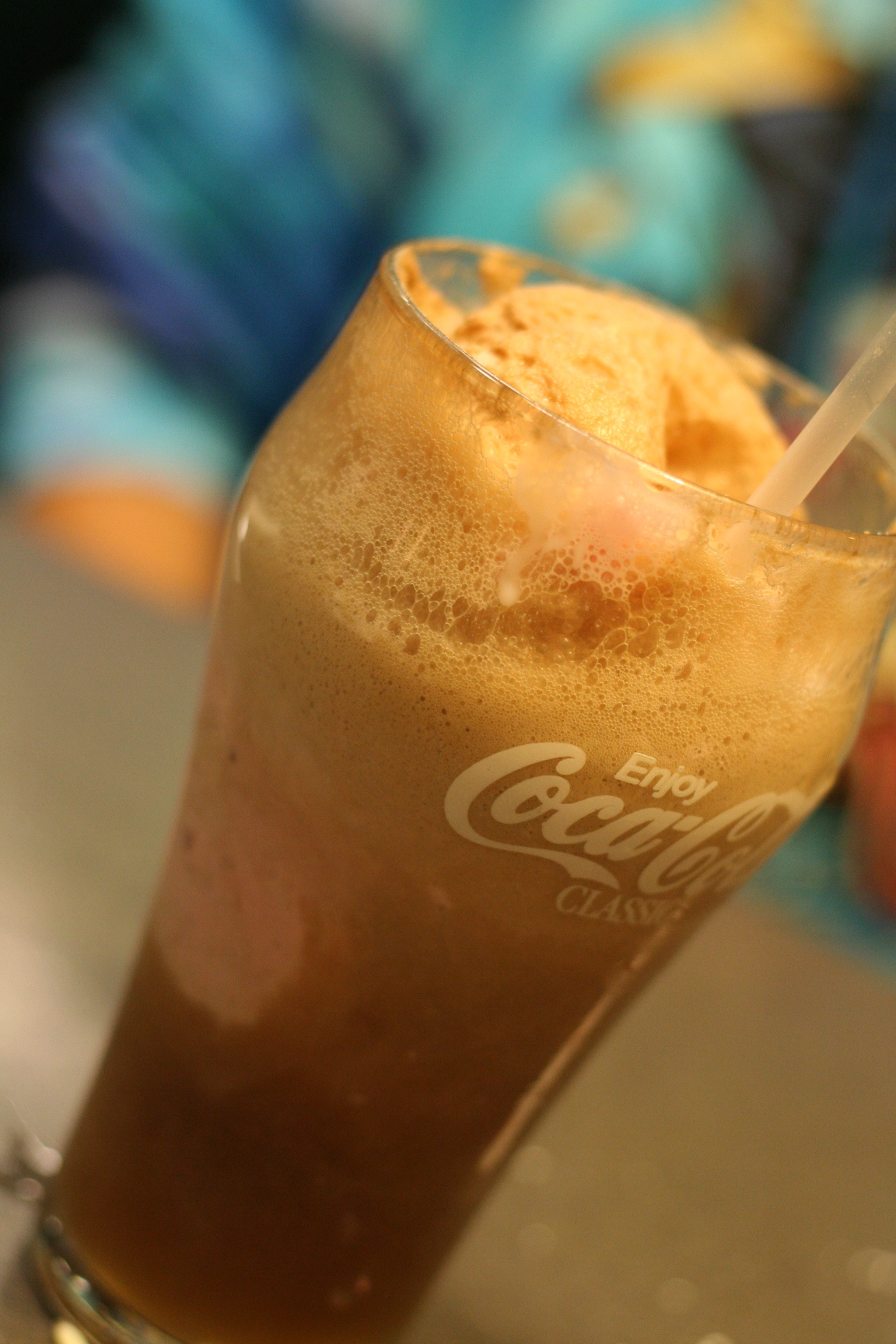
Vaca Preta tradicional de coca-cola e sorvete de baunilha.

## Cultura
A bebida é a predileta da personagem de quadrinhos Luluzinha. Com o sucesso, no Brasil da década de 1960, das histórias da Turma do Bolinha (também conhecida como "turma da Luluzinha"), a bebida rapidamente se tornou tão conhecida quanto a personagem.[carece de fontes?]
Atualmente, é menos comum encontrar a bebida no cardápio das lanchonetes e sorveterias, ao contrário do que ocorria no Brasil das décadas de 60 e 70.

## Origem
A Vaca Preta foi criada por Robert McCay Green na Filadélfia em 1874. A história tradicional é que, em um dia particularmente caloroso, o Sr. Green ficou sem gelo para as bebidas aromatizadas que ele vendia e usou sorvete de baunilha de um vendedor vizinho, inventando assim uma nova bebida.
A bebida rapidamente se tornou muito popular, de tal forma que era quase socialmente obrigatório entre os adolescentes, embora muitos adultos não gostassem.

## Outros nomes
Nos Estados Unidos ice cream float (sorvete flutuante) se refere normalmente as misturas de água gaseificada, xarope e sorvete, enquanto float (flutuante) é geralmente o resultado da mistura de cerveja de raiz com sorvete de baunilha.
Na Austrália e Nova Zelândia chamam-a de spider (aranha).
No México chamam de refresco de helado (refresco de sorvete), helado flotante ou flotante. 
Em El Salvador, Honduras, Guatemala, Costa Rica e Colômbia chamam-a de vaca negra.
Em Porto Rico de black out (apagão).
Na França se chama soda à la glace, soda à la crème glacée (refrigerante com sorvete) e também flotteur à la crème glacée (sorvete flutuante) ou flotteur (flutuante).
Na Indonésia chamam-na de Es krim soda (sorvete com refrigerante)

## Variações Lusófonas

### Vaca-preta
Bebida a base de sorvete de baunilha ou chocolate e refrigerante de cola.

### Vaca-amarela
Bebida a base de sorvete de baunilha com refrigerante de laranja.

### Vaca-dourada
Bebida a base de sorvete de baunilha com refrigerante de guaraná.

### Flutuante
Bebida a base de sorvete de baunilha com refrigerante de limão.